# Serving Gateway

Schéma mettant en évidence la fonction d'un SGW noté ici S-GW.

Un Serving Gateway ou SGW est un équipement d'un réseau mobile 4G LTE qui participe à l’acheminement des données. Il constitue une passerelle régionale reliée au PGW. Il collecte les données à envoyer vers le PGW, données provenant des terminaux via les stations de base. Il participe aussi à la transmission des données en sens opposé, depuis le PGW vers les terminaux.